# Ringleader of the Tormentors
Ringleader of the Tormentors er titlen på Morrisseys ottende soloalbum.  
Albummet debuterede på 1. pladsen af den engelske hitliste og 27. pladsen i USA. Pladen, som blev udgivet på pladeselskabet Attack Records, blev udsendt 3. april 2006 og en dag senere i Nordamerika. Pladen blev promoveret og ledsaget af singlerne "You Have Killed Me", "In The Future When All Is Well", "The Youngest Was The Most Loved" og "Just Want To See The Boy Happy".  
På albummets omslag er en allusion til det ikoniske logo og designet fra pladeomslaget til Deutsche Grammophon, med Morrissey poserende som en violinist efter det klassiske fotos af Heifetz eller Yehudi Menuhin. 
Egentlig var det Jeff Saltzman, der skulle have produceret pladen, men i stedet overtog Tony Visconti, der tidligere havde produceret T. Rex- og David Bowie-projektet. Selve indspilningen fandt sted i slutningen af august 2005 i Rom, Italien, mens mixningen begyndte to måneder senere. 
Derudover blev Morrissey på pladen ledsaget af musikerne Jesse Tobias, Alain Whyte, Boz Boorer, Gary Day, Mikey Farrell og Matt Chamberlain. Chamberlain afløste Dean Butterworth, som besluttede sig for at spille trommer for bandet Good Charlotte.  
Både under og efter indspilningerne var reaktionerne på resultaterne positive og rosende. Produceren Tony Visconti skrev på sin hjemmeside: "We have been working on the music and each day it just sounds better and better. I find every musician in the band a joy to work with. Morrissey's vocals are passionate and confident. Right now I'm at the mixing stage and most of the musicians have gone home. I am two thirds of the way through one of the best albums I've ever worked on, with not only Morrissey at his best, but the plot has twists and turns which somehow involve film composer Ennio Morricone and an Italian children's choir. That should whet your appetite, you Moz fans, you!"
Kort før dens udgivelse blev pladens første komposition "I Will See You In Far-Off Places" lækket på nettet den 3. februar, blot to måneder før den officielle udgivelse. Hele pladen blev lækket på Morrissey-fansiden 5. marts 2006. 
Da pladen udkom 3. april 2006 blev den modtaget positivt. Bl.a. skrev Gaffa, "Og Morrisseys nye udspil indskriver sig uden besvær blandt hans bedste."

## Spor
1. "I Will See You in Far-off Places" (Morrissey and Alain Whyte) – 4:13
2. "Dear God Please Help Me" (Morrissey and Alain Whyte) – 5:51
3. "You Have Killed Me" (Morrissey and Jesse Tobias) – 3:08
4. "The Youngest Was the Most Loved" (Morrissey and Jesse Tobias) – 2:59
5. "In the Future When All's Well" (Morrissey and Jesse Tobias) – 3:54
6. "The Father Who Must Be Killed" (Morrissey and Alain Whyte) – 3:53
7. "Life Is a Pigsty" (Morrissey and Alain Whyte) – 7:22
8. "I'll Never Be Anybody's Hero Now" (Morrissey and Alain Whyte) – 4:14
9. "On the Streets I Ran" (Morrissey and Jesse Tobias) – 3:51
10. "To Me You Are a Work of Art" (Morrissey and Alain Whyte) – 4:02
11. "I Just Want to See the Boy Happy" (Morrissey and Jesse Tobias) – 2:59
12. "At Last I Am Born" (Morrissey and Michael Farrell) – 3:33

## Musikere

### The Band
- Morrissey – Vokal
- Alain Whyte – Guitar og kor
- Boz Boorer – Guitar
- Jesse Tobias – Guitar
- Gary Day – Bas
- Matt Chamberlain – Tromme
- Michael Farrell – Klaver, orgel, keyboard, trompet, trombone og percussion

### String Arrangement
- Ennio Morricone – "Dear God Please Help Me"

Children's Choir on "The Youngest Was the Most Loved", "The Father Who Must Be Killed" og "At Last I Am Born"
- Laura Adriani
- Gaia e Andrea Baroni
- Niccolo Centioni
- Julia D'Andrea
- Alice e Ester Diodovich
- Marco Lorecchio
- Charlotte Patrignani